# Defraggler
Defraggler — бесплатная утилита, которая предоставляет пользователям мощный и простой в использовании инструмент для дефрагментации жёсткого диска.
Утилита была создана британской частной фирмой Piriform и написана на C++.

## Описание
Утилита может обрабатывать отдельные файлы, группы файлов или полностью разделы диска. Поддерживает файловые системы NTFS, FAT32, FAT16 и exFAT.

## Возможности
- Организация пустых мест на диске для предотвращения дальнейшей фрагментации.
- Быстрая дефрагментация.
- Дефрагментация свободного места на дисках.
- Планировщик для автоматического запуска дефрагментации.
- Предоставление полной интерактивной карты фрагментированных файлов.
- Многоязычная поддержка (включая русский язык).

## Портативная версия
Defraggler Portable — это специальная версия Defraggler, предназначенная для работы со сменных носителей информации, таких как USB флеш-диска, Memory Stick, цифровых проигрывателей и прочих устройств.

## Системные требования
Утилита работает в операционных системах семейства Microsoft Windows: Windows XP, Windows Vista, Windows 7, Windows 8, Windows 8.1, Windows 10.